# 角直径
角直径（かくちょっけい、英: angular diameter）とは、ある位置から天体を見た時の見かけの大きさを、その天体の直径を見込む角度で表した値のことである。視直径（しちょっけい、英: apparent diameter）と同義。すなわち角直径 {\displaystyle \delta } は以下の式で表される。
{\displaystyle \delta =2\tan ^{-1}\left({\frac {d}{2r}}\right)}
ここで {\displaystyle d} は天体の直径、{\displaystyle r} は天体までの距離である。
天文学では、天球上の天体の大きさを表す際に、その天体の実際の大きさではなく地球から見た時の角直径で表す場合がしばしばある。
なお、見かけの半径の場合は 視半径 (英: apparent radius) と呼ばれる。視半径は角直径 (視直径) の半分である。

## 例
1パーセク離れた距離から地球の公転軌道を見た時、その角直径は2秒角である。
1光年離れた距離から太陽を見た時、その角直径は0.03秒角である。これに対し、同じ距離から見た地球の角直径は0.0003秒角である。
地球から見た主な太陽系天体の角直径は以下の通りである。
| 天体名 | 角直径    |
| ------ | --------- |
| 太陽   | 32'       |
| 月     | 29' - 33' |
| 金星   | 10" - 58" |
| 火星   | 4" - 25"  |
| 木星   | 32" - 49" |
| 土星   | 16" - 20" |
| 天王星 | 3" - 4"   |
| 海王星 | 2"        |
| 冥王星 | 0.1"      |
| エリス | 0.040"    |

太陽、月、その他の惑星の比較。

太陽と月はほぼ同じ角直径を持つため、月の距離の変動によって皆既日食と金環日食の両方が起こる。
また、恒星の角直径で判明した数値は以下の通りである。
| 天体名                   | 角直径    | 地球からの距離 |
| ------------------------ | --------- | -------------- |
| ベテルギウス             | 0.054"    | 640±140光年    |
| かじき座α星              | 0.054"    | 204±9光年      |
| アンタレス               | 0.041"    | 約600光年      |
| アルデバラン             | 0.021"    | 65±1光年       |
| シリウス                 | 約 0.007" | 8.6光年        |
| ケンタウルス座α星A       | 約 0.007" | 4.365光年      |
| おひつじ座α星            | 0.00699"  | 66±1光年       |
| カシオペヤ座α星          | 0.00569"  | 229±9光年      |
| ポラリス（現在の北極星） | 0.00328"  | 430光年        |
| ペルセウス座α星          | 0.00313"  | 590光年        |
| うさぎ座α星              | 0.00177"  | 約1300光年     |
| プロキシマ・ケンタウリ   | 約 0.001" | 4.22光年       |

太陽の角直径はシリウスの約25万倍になる（シリウスは太陽の約2倍の実直径を持つが、距離が太陽より約50万倍遠い）。また、太陽の見かけの等級は-26.8等でシリウスは-1.47等である。よって等級差が約25等級あるため、太陽の見かけの明るさはシリウスの約1010倍となる。この明るさの比は、単位立体角当たりの明るさが同じだと仮定すると角直径が105倍異なる場合に相当する。実際の角直径の比は約25万倍なので、シリウスの単位立体角当たりの明るさ（表面輝度）は太陽より約(25万/10万)2 = 6倍明るいことが分かる。
また上記の値より、太陽の角直径はケンタウルス座α星A (α Cen A) の約25万倍である（α Cen A は太陽とほぼ同じ実直径を持つが、距離が太陽より約25万倍遠い）。α Cen A の見かけの等級は-0.01等なので、太陽の見かけの明るさは α Cen A の約 4 × 1010 倍となる。これは単位立体角当たりの明るさが同じだと仮定すると角直径が約20万倍異なる場合に相当する。実際の両者の角直径の比は約25万倍なので、α Cen A の単位立体核当たりの明るさは太陽より少し明るいことが分かる。
太陽の角直径は月とほぼ同じである（太陽の実直径は月の約400倍だが、地球からの距離も月より約400倍遠い）。満月の見かけの等級は最も明るい時で-12.7等なので、太陽の見かけの明るさは満月の約43万倍である。これは単位立体角当たりの明るさが同じだと仮定すると角直径が約660倍異なる場合に相当する。よって、単位立体角当たりの明るさが太陽と同じで角直径が約2.7秒角の天体があったとすると、ちょうど満月と同じ明るさに見えることになる。